# حال آشفته
حال آشفته نام یک آلبوم موسیقی با صدای رضا رضایی پایور و  ایرج بسطامی و اجرای گروه همایون است که در سبک سنتی با آهنگ سازی و تنظیم حسین پرنیا، تهیه شده و دارای ۸ آهنگ است. این آلبوم در دستگاه‌های شور و سه گاه اجرا شده‌است.

## شرح آلبوم

### فهرست آهنگ‌ها
- بخش اول: دستگاه شور، با صدای ایرج بسطامی، اجرا در تابستان ۱۳۷۸ در ارگ بم
  - تصنیف گل پونه‌ها (شعر از هما میر افشار)
  - ساز و آواز با سنتور (شعر از حافظ)
  - دشتی خوانی همراه با تار و سنتور
  - تصنیف حریر مهتاب (شعر از علی رضا اخلاقی)
- بخش دوم: دستگاه سه گاه، با صدای رضا رضایی پایور، اجرا در زمستان ۱۳۸۲ پس از مرگ ایرج بسطامی
  - نقش خیال (گروه نوازی)
  - مخالف خوانی
  - دو بیتی خوانی
  - حال آشفته (شعر از حسین پرنیا)

### اشعار
- تصنیف گل پونه‌ها

| گل پونه‌های وحشی دشت امیدم، وقت سحر شد |  | خاموشی شب رفت و فردایی دگر شد  |
| من مانده‌ام تنهای تنها                 |  | من مانده‌ام تنها میان سیل غم ها |
| گل پونه‌ها، نامهربانی آتشم زد          |  | گل پونه‌ها، بی همزبانی آتشم زد  |
| می‌خواهم اکنون تا سحرگاهان بخوانم      |  | افسرده‌ام، دیوانه‌ام، آزرده جانم |

هما میر افشار